# Mamady Youla
Mamady Youla (Conacri, 1961) é um empresário e político guineano que foi primeiro-ministro do seu país de 29 de dezembro de 2015 a 24 de maio de 2018.